# هيلج هاجرمان
هيلج هاجرمان (بالسويدية: Helge Hagerman)‏ هو منتج أفلام ومخرج وممثل سويدي، ولد في 19 مايو 1910 في ستوكهولم في السويد، وتوفي بنفس المكان في 25 نوفمبر 1995.

## وصلات خارجية
- هيلج هاجرمان على موقع IMDb (الإنجليزية)
- هيلج هاجرمان على موقع قاعدة بيانات الأفلام السويدية (السويدية)
- هيلج هاجرمان على موقع قاعدة بيانات الفيلم (الإنجليزية)